# Aldealices
Aldealices – gmina w Hiszpanii, w prowincji Soria, w Kastylii i León, o powierzchni 6,33 km². W 2011 roku gmina liczyła 25 mieszkańców.